# 시메리콘
시메리콘(Schmerikon)은 스위스 장크트갈렌주의 선거구에 있는 지자체이다. 현지 스위스 독일어 방언에서는 시메리케(Schmerike)라고 한다.

## 지리

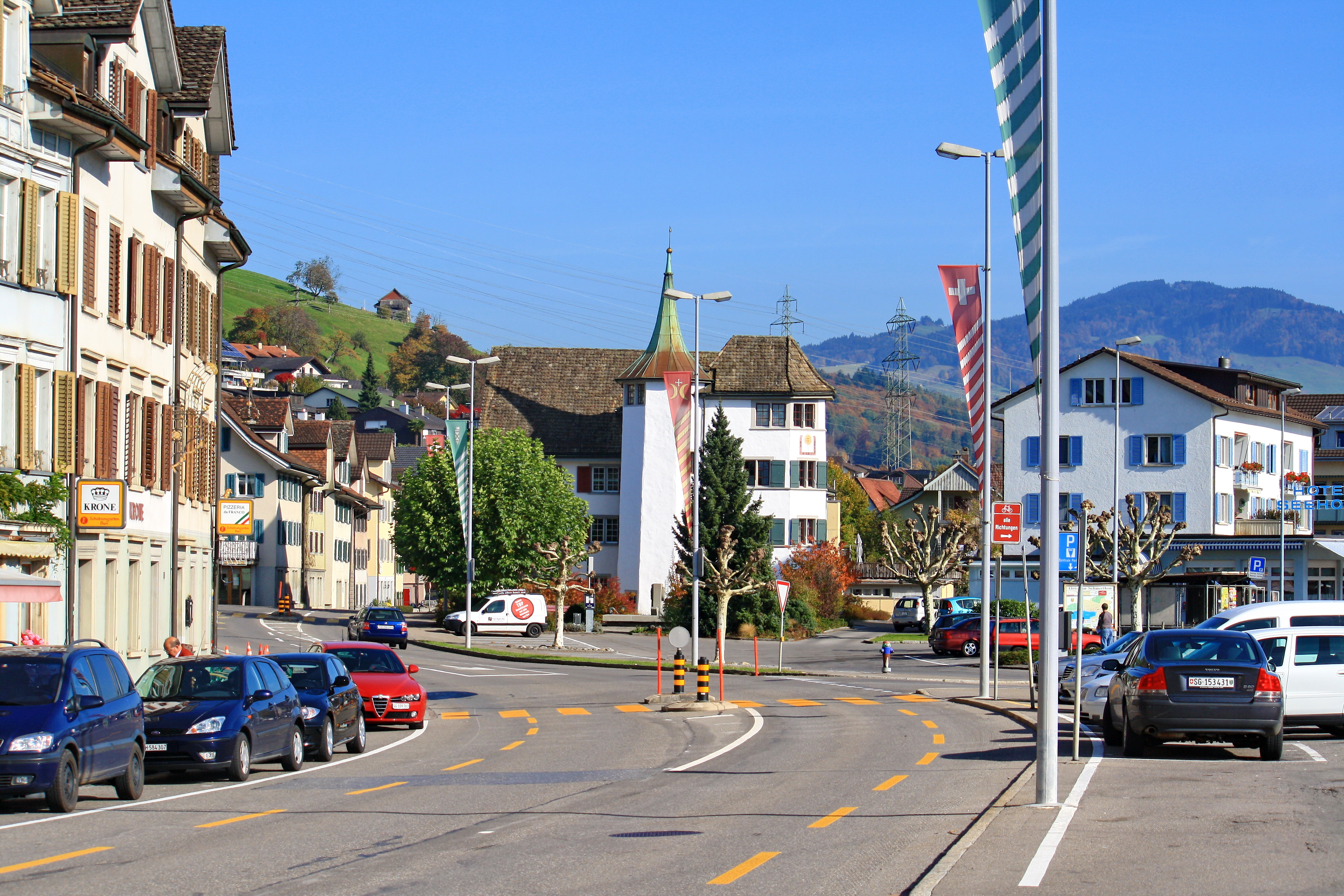
시메리콘

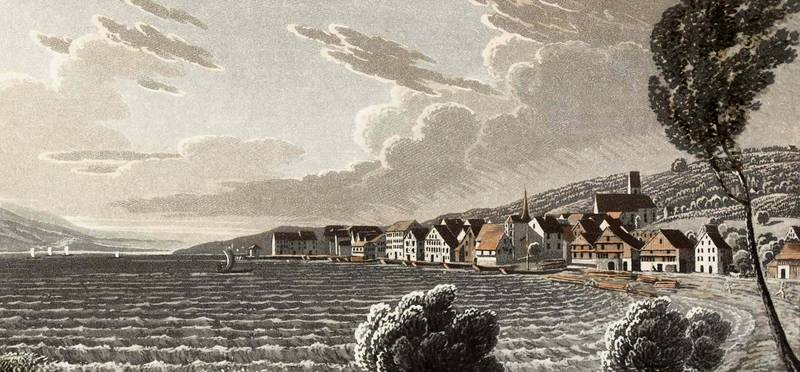
1825년 시메리콘

시메리콘은 취리히 호수의 머리에 위치하고 있으며, 오버제로 알려진 호수 부분과 린트강이 호수로 들어가는 곳이다. 시정촌의 일부는 특히 호숫가를 따라 자연 보호 구역이다.
시메리콘의 면적은 2006년 기준으로 4k㎡이다. 이 지역의 38.9%는 농업용으로 사용되며, 23%는 산림이다. 나머지 토지 중 27%는 정착지(건물 또는 도로)이고, 나머지(11.1%)는 비생산적(강 또는 호수)이다.

## 인구통계
2020년 12월 31일 기준, 시메리콘의 인구는 3,971명이다. 2007년 기준으로 인구의 약 25.9%가 외국인으로 구성되어 있다. 2000년 기준, 외국인 인구 중 독일 22명, 이탈리아 239명, 유고슬라비아 363명, 오스트리아 17명, 터키 140명, 타국 97명이다. 지난 10년 동안 인구는 8.2%의 비율로 증가했다. 2000년 기준, 인구 대부분인 83.4%가 독일어를 사용하며, 이탈리아어가 2위(4.7%)이고 세르보-크로아티아어가 3위(3.2%)이다. 2000년 현재, 스위스 공용어, 2,654명이 독일어, 11명이 프랑스어, 150명이 이탈리아어, 1명이 로만슈어를 한다.
2000년 현재 시메리콘의 연령 분포는 다음과 같다. 365명의 어린이 또는 인구의 11.5%가 0세에서 9세 사이이고 420명의 청소년 또는 13.2%가 10세에서 19세 사이이다. 성인 인구 중 471명 또는 인구의 14.8%가 20세에서 29세 사이이다. 494명(15.5%)은 30~39세, 459명(14.4%)은 40~49세, 435명(13.7%)은 50~59세다. 고령자 분포는 262명(인구의 8.2%)이 60세 이상이다. 69세는 177명(5.6%), 70~79세는 79명(2.5%), 80~89세는 2.5%, 90~99세는 20명(0.6%)이다.
2000년에는 351명(인구의 11.0%)이 개인 주택에 혼자 살고 있었다. 자녀가 없는 부부(기혼 또는 약혼)의 일부는 673명(또는 21.2%)이었고 자녀가 있는 부부의 일부는 1,904명(또는 59.8%)이었다. 한부모 가정에 거주하는 사람은 148명(4.7%)이었고, 부모 중 한 명 또는 양부모와 함께 거주하는 성인 자녀가 22명, 친척으로 구성된 가구에 거주하는 사람이 7명, 혈연관계가 없는 사람 중 59명이 시설에 수용되어 있거나 다른 유형의 공동 주택에 거주하고 있다.
2019년 연방 선거에서 가장 인기 있는 정당은 34.6%의 득표율을 기록한 SVP였다. 다음으로 가장 인기 있는 세 정당은 FDP (18.2%), CVP (13.8%), 녹색당 (13.5%)이었다.
시메리콘에서는 인구의 약 64.4%(25-64세)가 비필수 고등교육 또는 추가 고등교육(대학 또는 응용학문대학)을 완료했다. 슈메리콘의 전체 인구 중 2000년 기준으로 792명(인구의 24.9%)이 이수한 최고 학력은 초등교육이며, 1,164명(36.6%)이 중등교육을 이수하고 279명(8.8%)이 중등교육을 이수하였다. 고등 교육을 받은 경험이 있으며, 153명(4.8%)은 학교에 다니지 않았다. 나머지는 이 질문에 대답하지 않았다.

## 경제

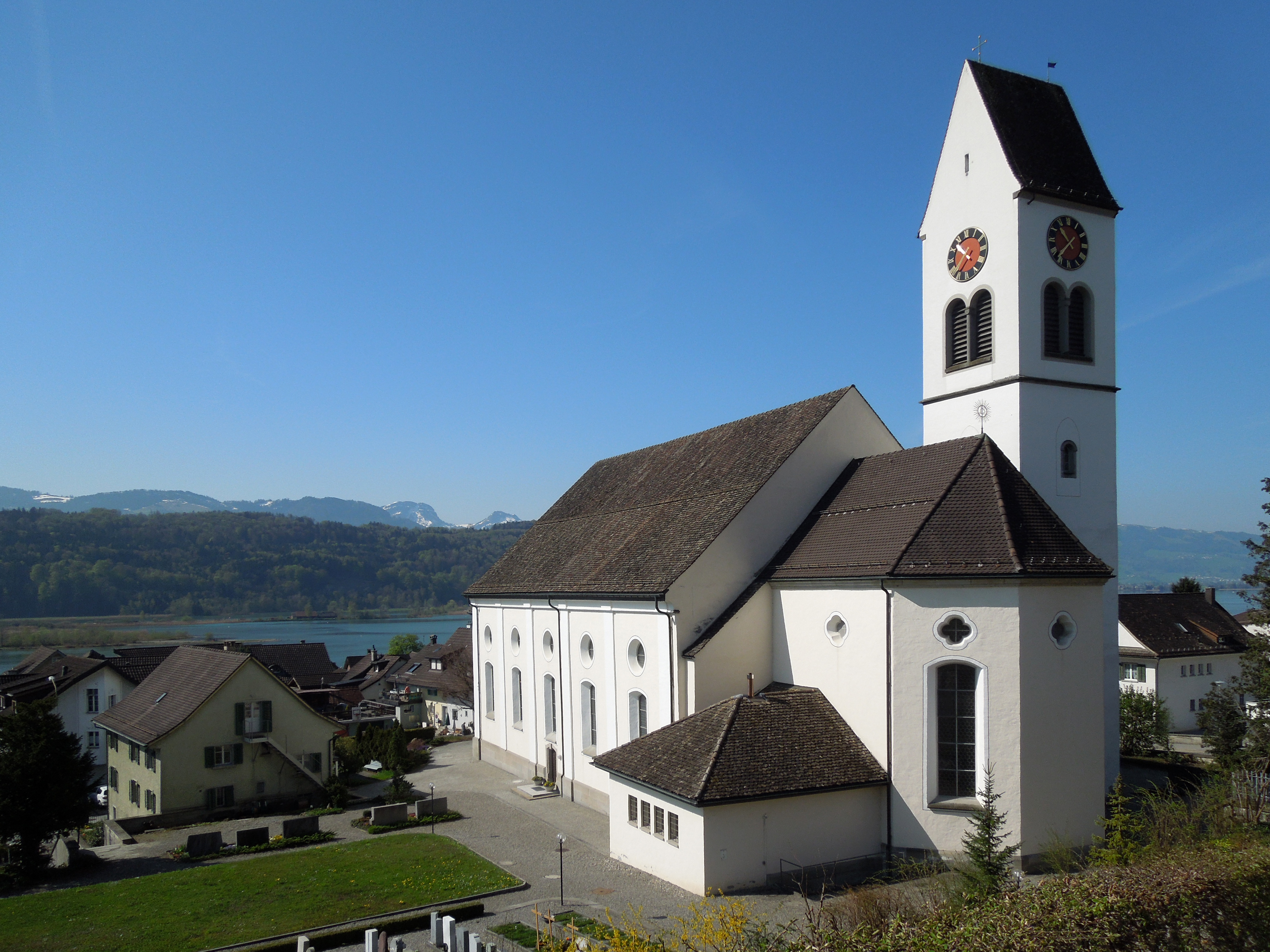
성요도쿠스 마을 교회

2007년 현재 시메리콘의 실업률은 1.67%이다. 2005년 기준으로 1차 경제 부문에 105명이 고용되어 있으며, 이 부문에 약 19개 기업이 참여하고 있다. 480명이 2차 부문에 고용되어 있고, 이 부문에 49개의 기업이 있다. 777명이 3차 부문에 고용되어 있으며, 이 부문에는 112개의 기업이 있다.
2009년 10월 현재 평균 실업률은 4.1%이다. 지자체에는 185개의 기업이 있었고, 그중 50개는 경제의 2차 부문에 참여했고 122개는 3차 부문에 참여했다.
2000년 기준으로 584명의 주민이 지자체에서 일했고 1,181명의 주민이 시메리콘 외부에서 일했으며, 827명이 일을 위해 지자체로 통근했다.

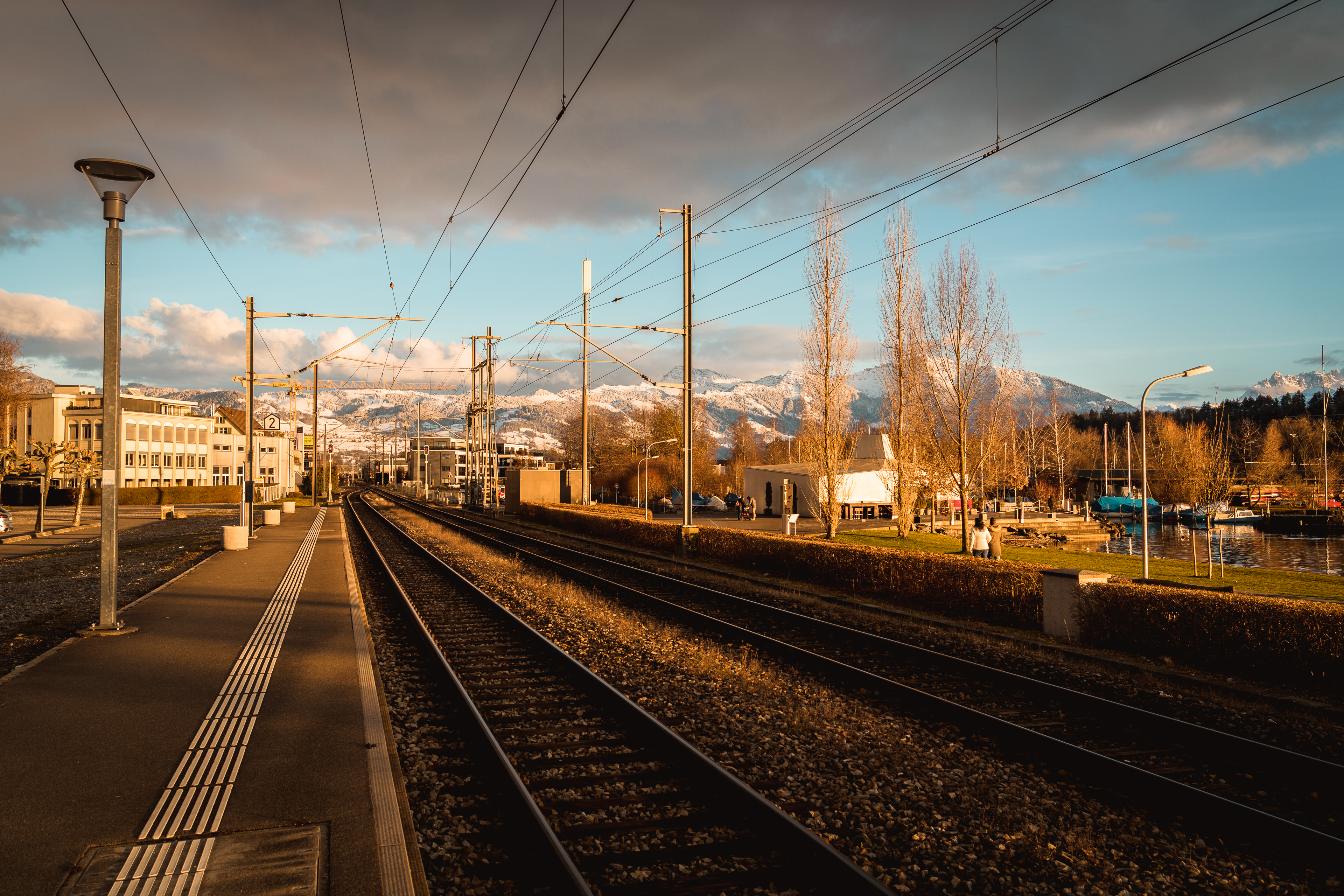
시메리콘역 - 동쪽으로 본 풍경

이 작은 마을의 주요 은행은 방크 린트(Bank Linth)이다. 두 개의 주요 슈퍼마켓은 모두 시내 중심가이기도 한 기차역에서 도보로 5분 거리에 있다. 시메리콘은 슐루키비어 양조장과 시머크너빌 와이너리가 있는 곳이다.

## 종교
2000년 인구 조사에 따르면 2,147명(67.5%)이 로마 가톨릭 신자이고, 411명(12.9%)이 스위스 개혁 교회에 속해 있다. 나머지 인구 중 크리스찬 가톨릭 교회 신자는 1명, 정교회 신자는 56명(1.76%), 다른 기독교 교회에 속한 사람들이 22명(약 0.69%)이 있었다. 유대인 1명과 이슬람교 248명(7.79%)이 있다. 다른 교회에 속해 있는 22명의 개인(0.69%)이 있으며(인구 조사에 나열되지 않음), 166명(5.22%)이 교회에 속하지 않으며, 불가지론자 또는 무신론자이며, 108명(3.39%)이 질문에 대답하지 않았다.

## 볼거리
시메리콘 마을은 스위스 유산 목록의 일부로 지정되었다. 무력충돌 시 문화재 보호를 위한 헤이그 협약에 의해 보호되는 B급 문화재는 2가지가 있다. 17세기의 Haus zum Hirzen 1500.
시메리콘er Ried 갈대, Grynau 성 쪽으로 Linthebene 지역의 북동쪽 호숫가 에위치한 갈대는 1994년에 국가적으로 중요한 저지대 습지(독일어: Bundesinventar der Flachmoore von Nationaler Bedeutung)로 연방 보호를 받았다.

## 관광
오버제 호수를 따라 위치한 위치 덕분에 시메리콘은 자전거 타는 사람과 등산객에게 인기 있는 주말 목적지이다. 전국 자전거 도로 9(호수 루트) 및 99(헤르츠루트)는 시정촌을 통과한다. 국가 하이킹 루트 4(비아 야코비)는 카미노 데 산티아고 순례 루트 중 하나이자 지역 루트 84(취리히제-룬드베크)로 시정촌을 통과한다.
시메리콘은 호숫가에 위치한 다양한 호텔을 제공한다. 지자체에는 실내 수영장과 대형 호반 일광욕 잔디가 있는 호반 수영장이 있으며, 다양한 수상 스포츠 장비 대여 서비스를 제공한다.

## 교통

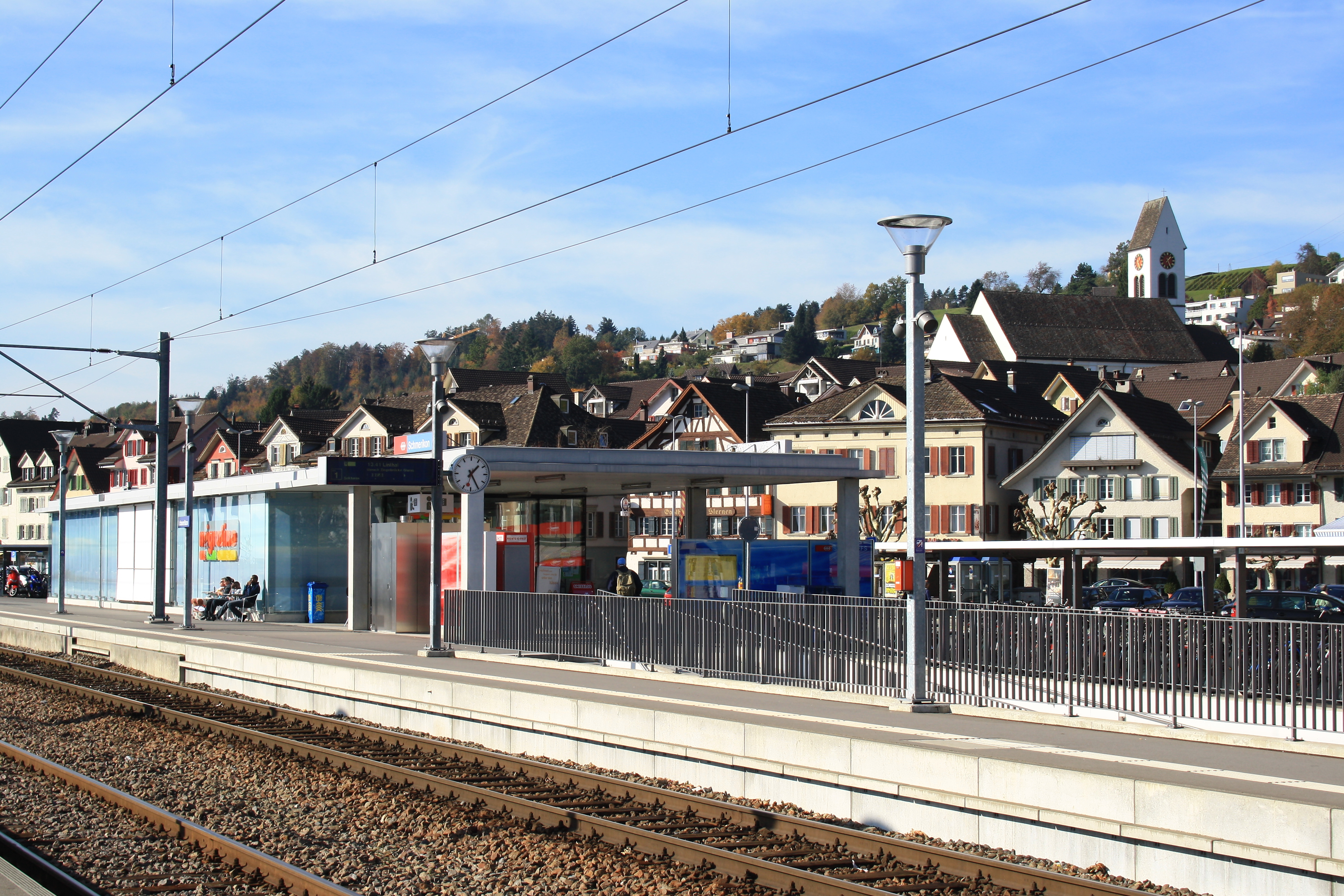
시메리콘역

시메리콘역은 라퍼스빌과 장크트갈렌을 통해 루체른과 로만스호른을 연결하는 지역 간 포어알펜 익스프레스와 라퍼스빌에서 린탈까지 레기오 서비스를 제공한다. 두 열차 모두 매시간 운행되며, 합쳐서 라퍼스빌까지 30분 간격으로 운행된다.
취리히호 해운은 취리히로 가는 서비스를 통해 매일 여러 개를 포함하여 취리히 호수에서 여객 운송 서비스를 제공한다. 이들의 여행 시간은 3시간이 넘는다.